# C. L. Polk
Chelsea Louise Polk (geb. 1969 in New Westminster, British Columbia, Kanada) ist eine kanadische Fantasy-Autorin, die vor allem für ihren Debütroman „Witchmark“ bekannt ist, der 2018 für den Nebula Award und den Lambda Award als bester Roman und für den Locus Award als bestes Romandebüt nominiert wurde. Witchmark, eine Mischung aus Krimi und Fantasy, spielt in einer Nebenwelt mit Gaslampen und wird von zwei Fortsetzungen begleitet: Stormsong und Soulstar.

## Leben und Karriere
Polk wurde 1969 in New Westminster, British Columbia, Kanada geboren und wuchs in Surrey und Edmonton auf. Polk ist nichtbinär und hat ihr Geschlecht als „Lavalampe“ bezeichnet. Sie begann in ihren Dreißigern mit dem Schreiben und veröffentlichten Anfang der 2000er Kurzgeschichten in Zeitschriften wie Abyss & Apex. Polk wurde von den Werken der Fantasy-Autorin Tanith Lee beeinflusst, insbesondere von den Tales from the Flat Earth, den historischen Mystery- und Fantasy-Romanen von Barbara Hambly und den Valdemar-Romanen von Mercedes Lackey.
Polks erster Roman Witchmark, der einen Krimi erzählt, der in einer alternativen Geschichte des edwardianischen England spielt, wurde 2014 geschrieben und 2018 veröffentlicht.[1] Witchmark gewann den World Fantasy Award für den besten Roman und wurde für mehrere Preise nominiert, darunter den Hugo Award und den Nebula Award, den sie 2023 gewann mit dem Roman Even Though I Knew the End. Im Jahr 2019 wurde Polk vom CBC als einer der „19 kanadischen Autoren, die man im Auge behalten sollte“[11] aufgeführt.
Witchmark ist das erste Buch des Kingston-Zyklus, dessen Fortsetzung Stormsong von CBC Books als einer der kanadischen Romane aufgeführt wird, auf die man 2020 achten sollte. Das dritte und abschließende Buch der Reihe, Soulstar, wurde 2021 veröffentlicht. Zu Polks weiteren Werken gehört ein historischer Fantasy-Roman, der im England der Regency-Ära spielt, The Midnight Bargain, der für mehrere Preise für spekulative Fiktion nominiert wurde und ein Anwärter für die Ausgabe 2021 von Canada Reads war.
Eventhough I Knew the End, eine historische Novelle, die im Chicago des frühen 20. Jahrhunderts spielt und von einer verdammten Frau handelt, die um eine Chance kämpft, mit der Frau zusammen zu sein, die sie liebt, wurde für mehrere wichtige Preise nominiert und gewann den Nebula Award. Polk zeigte sich überrascht über die Flut an Nominierungen und sagte, dass sie nicht dachten, dass es „ein preisgekröntes Buch“ sei.
Im Jahr 2023 unterzog sich Polk einer Behandlung mit Ketamin und bloggte über ihre Erfahrungen. Ihre Absicht war es, die komplexe posttraumatische Belastungsstörung zu bewältigen, die ihr Leben und ihre Karriere als Schriftsteller beeinflusste.
Seit 2020 lebt Polk in Calgary, Alberta.

## Bibliografie
Der Kingston Zyklus
- Witchmark (2018) Witchmark: Die Spur der Toten. Klett-Cotta, Stuttgart 2019, ISBN 978-3-608-96395-3.
- Stormsong (2020) Stormsong: In Winterstürmen. Klett-Cotta, Stuttgart 2020, ISBN 978-3-608-96495-0
- Soulstar (2021)

Roman
- Even Though I Knew the End (2022)

Novelle
- The Midnight Bargain (2020) Der Mitternachtspakt. Piper, München 2023, ISBN 978-3-492-70648-3.

Kurzgeschichten
- Le Bel Homme Sans Merci (2003)
- Bright Wings and Wax (2005)
- Kether Station (2007)
- St. Valentine, St. Abigail, St. Brigid (2020)
- The Music of the Siphorophenes (2021)
- Even Though I Knew the End (2022)
- Ivy, Angelica, Bay (2023)